# Бакинская конка
Баки́нская ко́нка — сеть городского трамвая на конной тяге в городе Баку.

## История
В 1887 году бакинский миллионер Гаджи Зейналабдин Тагиев совместно с пятью другими меценатами создал Акционерное общество конно-железных дорог. Бакинская конка открыла движение 7 (19) апреля 1889 года. Первым директором-распорядителем был Г. З. А. Тагиев, управляющим конки её строитель Б. А. Ротульд (до 1 декабря 1890 г., затем управляющим стал Л. М. Рыжанский). Ширина колеи 1524 мм. В первый же год было выручено около 52 тысяч рублей.
18 января 1893 года Бакинской городской управой были изданы «Обязательные постановления по эксплуатации конно-железных дорог в г. Баку».
Закрыта 1 октября 1923 года с передачей большей части линий конки вновь основанной трамвайной сети города Баку.

## Маршрут
Сеть конки состояла из нескольких самостоятельных линий:
Линия Вокзал — Баилов: Вокзал, Вокзальная площадь, Телефонная, Б.-Морская, Молоканская, Мариинская, Барятинская, Михайловская, Набережная, Михайловский сад (пересадка), Баилов (до Нагорной части). Обратное направление: Михайловский сад (пересадка), Набережная, Михайловская, Меркурьевская, Б.-Морская, Телефонная, Вокзальная площадь, Вокзал.
Линия Вокзал — Шемахинка: Вокзал, Вокзальная площадь, Телефонная, Б.-Морская, Молоканская, Колюбакинская, Воронцовская, Балаханская, Шахская, Шемахинка (до Нагорной части). Обратно: Шемахинка, Базарная, Колюбакинская, Мариинская, Меркурьевская, Б.-Морская, Телефонная, Вокзальная площадь, Вокзал.
Линия Шемахинка — Баилов: Шемахинка, Базарная, Колюбакинская, Парапет, Великокняжеский проспект, Михайловская, Набережная, Михайловский сад, (пересадка), Баилов (до Нагорной части). Обратно: Баилов, Михайловский сад (пересадка), Набережная, Ольгинская, Великокняжеский проспект, Парапет, Колюбакинская, Воронцовская, Шемахинка.
Линия Балаханская: Шемахинка, Балаханская, Сабунчинский вокзал, Вокзальная площадь. Обратно — то же направление.
Линия — Вокзал — Чёрный город: Вокзальная площадь, Телефонная, до завода Бр. Нобель. Обратно — то же направление.
В 1901 году конка включала 4 линии городской сети, 1 линию — в Черный город, а также грузовые линии на некоторые пристани и железнодорожную станцию Баку-товарная. Городская сеть конки, а также Черногородская линия, которая первое время после постройки работала на паровой тяге, но затем, через несколько лет, также перешла на конную тяну, была передана Бакинскому (электрическому) трамваю в 1924 г.

## Эксплуатация
Существовало два типа конки — летняя и зимняя. Две лошади тянули вагон с пассажирами, а при подъеме, форейторы (обычно мальчики-подростки) впрягали третью лошадь и помогали преодолеть трудное место, затем на ровном участке выпрягали дополнительных лошадей. Зимой все окна были наглухо заперты, а летом открыты настежь, что часто приводило или к выпадению пассажиров или попаданию посторонних предметов в вагон. Бакинская конка была одной из единственных конок в царской России в которой было запрещено курение. Экипаж состоял из кучера и кондуктора. Оплата за проезд в новом вагоне составляла 5 копеек, в открытом вагоне или же на крыше стоила 3 копейки.